# Ménesqueville
Ménesqueville ist eine französische Gemeinde mit 478 Einwohnern (Stand: 1. Januar 2022) im Département Eure in der Region Normandie (vor 2016 Haute-Normandie). Sie gehört zum Arrondissement Les Andelys und zum Kanton Romilly-sur-Andelle.
Die Einwohner werden Ménesquevillais genannt.

## Geographie
Ménesqueville liegt etwa 40 Kilometer ostsüdöstlich von Rouen. Das Gemeindegebiet wird im Norden vom Flüsschen Lieure durchquert.

### Nachbargemeinden
Umgeben ist Ménesqueville von den Nachbargemeinden Rosay-sur-Lieure im Norden und Nordosten, Touffreville im Osten, Val d’Orger im Süden und Westen sowie Charleval im Westen und Nordwesten.

## Bevölkerungsentwicklung
| Jahr      | 1962 | 1968 | 1975 | 1982 | 1990 | 1999 | 2006 | 2019 |
| Einwohner | 282  | 355  | 345  | 387  | 358  | 349  | 397  | 467  |

## Sehenswürdigkeiten
- Kirche Notre-Dame-et-Saint-Aubin aus dem 12. Jahrhundert

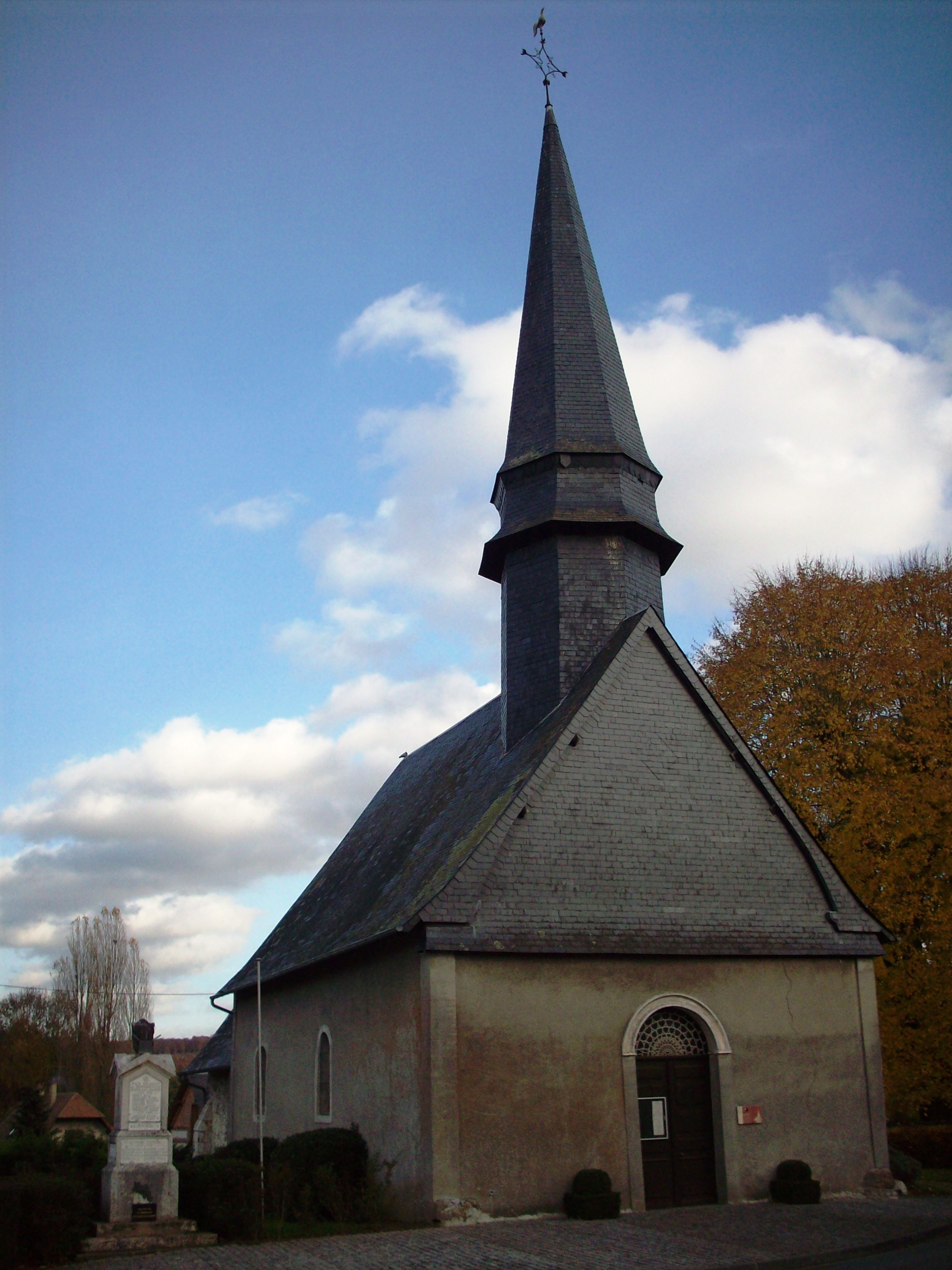
Kirche Notre-Dame-et-Saint-Aubin